# Викрадачі тіл (фільм, 1993)
«Викрадачі тіл» (англ. Body Snatchers) — американський фільм, знятий за мотивами роману Джека Фінні «Викрадачі тіл» (англ. The Body Snatchers) 1955 року.

## Сюжет
Марті Мелоун — дочка біолога, на літні канікули їде разом з батьком, мачухою і зведеним братом на американську військову базу, на якій її батько буде інспектувати деякі токсичні продукти наявні на базі. На автозаправці Марті налякана солдатом, який говорить їй не спати, бо «вони» забирають, коли спиш. Незабаром, коли вона бачить дивну поведінку людей на базі, Марті розуміє, що інопланетяни викрадають людей і замінюють їх двійниками для захоплення Землі

## У ролях
| Актор             | Роль                       |
| ----------------- | -------------------------- |
| Габріель Анвар    | Марті Мелоун               |
| Террі Кінні       | Стів Мелоун                |
| Біллі Верт        | Тім Янг                    |
| Райллі Мерфі      | Енді Мелоун                |
| Мег Тіллі         | Керол Мелоун               |
| Крістін Еліз      | Дженн Платт                |
| Р. Лі Ермі        | генерал Платт              |
| Кетлін Дойл       | місіс Платт                |
| Форест Вітакер    | майор Коллінз              |
| Дж. Елвіс Філліпс | Піт                        |
| Стенлі Смолл      | ад'ютант Платта            |
| Тоні Стюарт       | учитель                    |
| Кіт Сміт          | солдат на заправці         |
| Вінстон Е. Грант  | робітник заправки          |
| Філ Нілсон        | капітан військової поліції |
| Тімоті П. Браун   | військовий поліцейський 1  |
| Турман Л. Комбс   | військовий поліцейський 2  |
| Сільвія Смолл     | солдат 1                   |
| Адріан Юнвераг    | Ред                        |
| Джонні Лі Сміт    | сусід                      |
| Аллен Перада      | військовий поліцейський 3  |
| Кендіс Орсіні     | медик                      |
| Марті Лайонс      | людина в лікарні           |
| Рік Кангрджа      | військовий поліцейський 4  |
| Майкл Коен        | військовий поліцейський 5  |
| Кімберлі Л. Коул  | солдат                     |
| Джеймс П. Моноган | G.I. 1                     |
| Крейг Локхарт     | G.I. 2                     |
| Даріен Тейлор     | жінка чужинець             |
| Дж.Д. Волтерс     | пілот                      |